# Membru superior

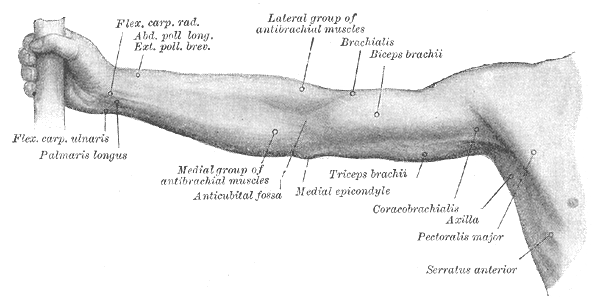
Fața anterioară a membrului superior drept.

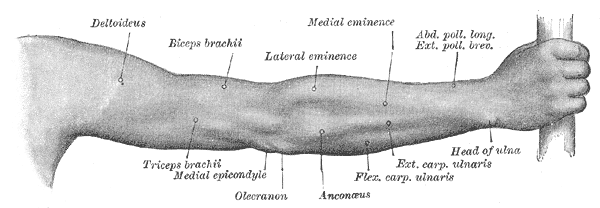
Fața posterioară a membrului superior drept.

În anatomia umană, membrul superior se referă la regiunea situată distal de deltoid.
În limbaj formal, termenul mână se referă doar la porțiunea de la încheietură în jos, incluzând degetele, dar excluzând brațul și antebrațul. Astfel, în anatomie termenii mână, braț și membru superior nu sunt sinonime. Colocvial însă, cei trei termeni sunt adesea interschimbabili.

## Structură
Membrul superior este alcătuit din următoarele părți:
- Umăr
- Braț
- Cot
- Antebraț
- Încheietura mâinii
- Mână

## Oase
Următoarele oase se găsesc în membrul superior:
- Claviculă (singurul care se articulează cu trunchiul)
- Scapula
- Humerus
- Radius
- Ulnă
- Carp
- Metacarp
- Falange

## Mușchi
Membrul superior conține integral sau parțial următorii mușchi:
- Mușchii centurii scapulare
- Mușchii umărului
- Mușchii brațului
- Mușchii antebrațului
- Mușchii mâinii